# Българският полет
Българският полет е български документален филм от 2006 г. за това, как една малка и изпитваща икономически трудности страна като България намира място сред водещите в техническо и научно отношение нации. Авиационните и космически технологии винаги са били запазена марка за най-богатите и финансово обезпечени държави в света. Независимо от политическите конфронтации, българските авиоинженери, ракетни конструктори и астрономи успяват да достигнат върховете на професионалната си реализация, както в личен план в американските авиационни и космически програми, така и като колективно национално участие в ракетните програми на Съветския съюз.
Филмът е изграден от два самостоятелни епизода. Първият е „Към небето“ и разказва за легендата на първия „полетял“ българин; за началото на българската авиация; за живота и дейността на Асен Йорданов и събитията около Втората световна война. Вторият епизод – „Към звездите“ ни води през историческите събития след Втората световна война и до днешни дни. Разказани са превратните съдби на трима българи, обучаващи се по време на войната в Германия и намерили по-нататъшна реализация в ракетните програми и военната индустрия на САЩ: Иван Ночев, Петър Петров и Виден Табаков. Докато по време на Студената война те работят от американска страна за овладяването на космоса и околоземното пространство, България официално участва в съветската космическа програма. Освен тях се срещаме и с по-младото поколение български учени, работещи за НАСА – Златан Цветанов и Димитър Съселов.
В ролята на Майстор Манол е Огнян Симеонов; текстовете се четат от Веселин Ранков; 3D анимациите и специалните ефекти са на Благой Димитров; художник е Виктор Андреев; монтаж – Светослав Владимиров; ас.режисьор в България – Елена Христова; организация, преводи и интервюта в САЩ – Елка Николова.
Филмът е прехвърлен и на 35 мм филмов носител със съдействието на Национален филмов център.